# Безпрозванних Олексій Сергійович
Олексій Сергійович Безпрозванних (23 серпня 1979 , Риддер, Східноказахстанська область ) — російський політичний і державний діяч. Губернатор Калінінградської області з 20 вересня 2024 року (в.о. 15 травня — 20 вересня 2024 року). Дійсний державний радник Російської Федерації 2-го класу (2023).
Заступник Міністра промисловості та торгівлі Російської Федерації (22 листопада 2017 — 15 травня 2024).

## Біографія
Народився 23 серпня 1979 року у місті Леніногорську Казахської РСР.

### Трудова та політична діяльність
У 2002 році з відзнакою закінчив Алтайський державний технічний університет імені І. І. Ползунова за спеціальністю «технологія, обладнання та автоматизація машинобудівних виробництв», отримав ступінь магістра техніки та технологій.
У 2002 році — Алтайський державний технічний університет імені І. І. І. Ползунова, диплом за спеціальністю «економіка та управління на підприємстві машинобудування».
У 2015 році пройшов навчання за програмою «Підготовка та перепідготовка резерву управлінських кадрів» у Російській академії народного господарства і державної служби при президенту Російської Федерації. Увійшов до резерву управлінських кадрів, які перебувають під патронажем президента РФ.

### Освіта
У 2002—2009 роках — робота у сфері зв'язку та інформаційних технологій у Барнаулі, Новосибірську. З 2009 по 2012 рік очолював філію ВАТ «МТС» у Воронезькій області.
У серпні 2012 року призначений заступником голови уряду Воронезької області — керівником департаменту промисловості та транспорту Воронезької області.
З березня по жовтень 2014 року — в.о. заступника голови уряду Воронезької області. З жовтня 2014 року був заступником голови уряду Воронезької області.
У 2016 році перейшов працювати директором у Департамент обласної промислової політики та проєктного управління Мінпромторгу РФ у Москві.
У 2017 році призначений на посаду заступника міністра промисловості та торгівлі Росії.

### Глава Калінінградської області
15 травня 2024 року указом Володимира Путіна призначений тимчасово виконуючим обов'язки губернатора Калінінградської області.
8 вересня 2024 року за підсумками виборів губернатора Калінінградської області обраний губернатором Калінінградської області, набравши 76,55 % голосів. 20 вересня вступив на посаду.

## Особисте життя
Одружений, два сини. Захоплюється хокеєм, гірськими лижами і плаванням.

## Нагороди
- Медаль ордена «За заслуги перед Вітчизною» II ступеня (21 серпня 2020 р.) — за досягнуті трудові успіхи та багаторічну сумлінну роботу[10]
- Орден Дружби (8 липня 2022) — за високий професіоналізм, заслуги в організації та надання медичної допомоги в період епідемії коронавірусної інфекції (COVID-19)
- Медаль «За заслуги перед Чеченською Республікою» (2 жовтня 2023 р.) — за активну участь у розвитку промислового сектору Чеченської Республіки
- Відзнака «За служіння Омській області» ІІ ступеня (26 лютого 2024 року) — за великі досягнення у розвитку промислового потенціалу Омської області

## Класні чини
- Дійсний державний радник Російської Федерації 2-го класу (4 січня 2023 року)[1]